# Цисарик, Владимир Орестович
Владимир Орестович Цисарик (укр. Володимир Орестович Цісарик; род. 3 сентября 1978, Львов, Украина) — украинский скульптор.
На сегодняшний день (2011) работает во Львовской национальной академии искусств на кафедре Монументально-декоративной скульптуры. Ежегодно скульптор увековечивает в бронзе и камне разные личности, идеи и настроения общин современности.
Среди известных работ скульптора в первую очередь — памятник писателю Леопольду фон Захер-Мазоху, который родился, жил и работал во Львове.

## Образование
2009 — стажировка в Санкт-Петербургском институте живописи, скульптуры и архитектуры им. И. Е. Репина на факультете повышения квалификации преподавателей.
1999—2001 — Львовская академия искусств, кафедра монументально-декоративной скульптуры. Диплом магистра изобразительного искусства, с отличием.
1993—1999 — Львовский государственный колледж декоративного и прикладного искусства им. Ивана Труша, отдел монументально-декоративной скульптуры. Диплом бакалавра изобразительного искусства, с отличием.

## Выставки
- 2010 — Выставка в Национальном заповеднике «София Киевская», Киев, Украина.
- 2009 — «Нюанс». Львов, Украина.
- 2009 — Выставка современного украинского искусства «Молодые художники с Украины». Бухарест, Румыния.
- 2008 — Львовский осенний салон «Высокий Замок». Львов, Украина.
- 2008 — Всеукраинское триеннале скульптуры. Киев, Украина.
- 2006 — Искусство — посол свободы и демократии. Львов, Украина.
- 2006 — Львовская скульптура. Львов, Украина.
- 2005 — Вуосаари Гаусс, Хельсинки, Финляндия.
- 2003 — Львовский осенний салон «Высокий Замок». Львов, Украина.
- 2002 — Всеукраинское триеннале скульптуры. Киев, Украина.
- 2001 — Львовский Осенний Салон «Высокий Замок 2001». Львов, Украина.
- 1998 — «Искусство против СПИДа». Львов, Украина.

## Монументальные произведения
- 2010 — Памятник «Единая Европа» в городе Николаев. В соавторстве с заслуженным художником Ивановым С. И.
- 2010 — Памятник Владимиру Винниченко в г. Кропивницкий.[4]
- 2010 — Памятник Григорию Артынову в г. Винница.
- 2010 — Памятник Львовскому трубочисту.
- 2009 — Бюст Ксавера Моцарта для Львовской национальной музыкальной академии им. М.Лысенко.
- 2009 — Памятник Францу Иосифу I в городе Черновцы. В соавторстве с заслуженным художником Ивановым С. И.
- 2009 — Памятник погибшим шахтерам г. Червоноград. В соавторстве с заслуженным художником Ивановым С. И.
- 2009 — Памятник Пабло Пикассо, Львов.
- 2008 — Памятник изобретателям керосиновой лампы Яну Зегу и Игнацию Лукасевичу, Львов.
- 2008 — Памятник Леопольду фон Захер-Мазоху для города Львова.[5][6]
- 2007 — Создание модели льва для Львовского парада, Львов.
- 2007 — Мельпомена и Полигимния. Фигуры муз для скульптурного сада в г. Партенит, Крым.
- 2002 — Мемориальная доска посвящена профессору Зверевой Г. В. во Львовской академии ветеринарной медицины. Львов, Украина.
- 2000 — Памятный знак «Миллениум». Гиткот Бойс. Англия.
- 1999 — Скульптурная композиция «Муза». Львовская музыкальная школа имени С.Крушельницкой. Львов, Украина.
- 1997 — Памятный знак, посвященный М. Шашкевичу. Жидачев, Украина.